# Sebastian Lubomirski
Sebastian Lubomirski (né vers 1546, mort le 22 juin 1613) est un noble polonais de la famille Lubomirski.

## Biographie
Sebastian Lubomirski est le fils de Stanisław Lubomirski (mort en 1585) et de Barbara Hruszowska.
Il était propriétaire de Wiśnicz et de Siercza. Il est responsable de mines de sel (Żupnik) de Cracovie (1581-1592), burgrave de Cracovie (1584), castellan de Małogoszcz (1591), Biecz (1598), Wojnicz (1603) et staroste de Sandomierz.

## Mariages et descendance
Sebastian Lubomirski épouse Anna Branicka, fille de Grzegorz Branicki. Ils ont pour enfants:
- Stanisław Lubomirski (1583-1649), voïvode de Ruthénie (1625 ou 1628), Cracovie (1638), En 1647 il reçoit de Ferdinand III de Habsbourg le titre héréditaire de prince du Saint-Empire;
- Joachim (en) (1588-1610);
- Katarzyna Lubomirska (en) (morte en 1611), épouse de Janusz Ostrogski (en);
- Zofia Lubomirska (en) (née vers 1585 – 1612), épouse de Mikołaj Oleśnicki (en);
- Barbara Lubomirska (en) (née vers 1630 - morte entre 1667 and 1676), épouse de Jan Zebrzydowski;
- Krystyna Lubomirska (en) (?-1645), épouse de Stanisław Koniecpolski.

Il épouse ensuite Anna Pieniążek.

## Sources
- (en) Cet article est partiellement ou en totalité issu de l’article de Wikipédia en anglais intitulé « Sebastian Lubomirski » (voir la liste des auteurs).